# Myrcianthes esnardiana
Myrcianthes esnardiana là một loài thực vật có hoa trong Họ Đào kim nương. Loài này được (Urb. & Ekman) Alain mô tả khoa học đầu tiên năm 1968.